# Liste der niederländischen Meister im Skeleton
Die Liste der niederländischen Meister im Skeleton umfasst alle Sportler, die sich bei den nationalen Meisterschaften der Niederlande im Skeleton auf den ersten drei Rängen platzieren konnten. Da in den Niederlanden keine Kunsteisbahn vorhanden ist, weichen die Wettkämpfer für ihre seit 2001 in unregelmäßig ausgetragenen Wettbewerbe auf meist deutsche Strecken aus. Aufgrund der geringen Athletendichte treten meist nur wenige Sportler an, zum Teil können nicht einmal alle Medaillenränge besetzt werden.

## Platzierungen
Die Daten sind möglicherweise noch fragmentarisch.

### Einer der Männer
| Jahr | Ort        | Meister        | Vize               | Dritter          |
| ---- | ---------- | -------------- | ------------------ | ---------------- |
| 2001 | Winterberg | Peter van Wees | Jurrien Kuipers    | Bas Hofman       |
| 2003 | Winterberg | Peter van Wees | Ben Sandford (NZL) |                  |
| 2007 | Königssee  | Dirk Matschenz | Peter van Wees     | Sander Verdegaal |
| 2008 | Igls       | Peter van Wees | Erik Geerts        | Sander Verdegaal |
| 2009 | Igls       | Peter van Wees | Erik Geerts        | Sander Verdegaal |
| 2011 | Königssee  | Peter van Wees | Erik Geerts        | Jarno Boutkam    |

### Einer der Frauen
| Jahr | Ort        | Meister        | Vize             | Dritter        |
| ---- | ---------- | -------------- | ---------------- | -------------- |
| 2001 | Winterberg | Marije Kos     | –                | –              |
| 2007 | Königssee  | Joska Le Conté | Jannicke Ijdens  |                |
| 2008 | Igls       | Joska Le Conté | Marjolein Louisa |                |
| 2009 | Igls       | Joska Le Conté |                  |                |
| 2011 | Königssee  | Joska Le Conté | Astrid Ekelmans  | Chantal Hakkel |

## Medaillengewinner
- Platzierung: Gibt die Reihenfolge der Sportler wieder. Diese wird durch die Anzahl der Titel bestimmt. Bei gleicher Anzahl werden die Vizemeisterschaften verglichen und anschließend die dritten Plätze.
- Name: Nennt den Namen des Sportlers.
- Von: Das Jahr, in dem der Sportler das erste Mal unter die besten Drei kam.
- Bis: Das Jahr, in dem der Sportler zum letzten Mal unter die besten Drei kam.
- Titel: Nennt die Anzahl der gewonnenen Meistertitel.
- Silber: Nennt die Anzahl der Vizemeistertitel.
- Bronze: Nennt die Anzahl der Platzierungen auf dem dritten Platz.
- Gesamt: Nennt die Anzahl aller Podiumsplätze (1 bis 3).

In die Statistik gehen nur niederländische Athleten ein.

### Männer
| Platz | Name             | Von  | Bis  | Titel | Vize | Dritter | Gesamt |
| ----- | ---------------- | ---- | ---- | ----- | ---- | ------- | ------ |
| 1.    | Peter van Wees   | 2001 | 2011 | 5     | 1    | -       | 6      |
| 2.    | Dirk Matschenz   | 2007 | 2007 | 1     | -    | -       | 1      |
| 3.    | Erik Geerts      | 2008 | 2011 | -     | 3    | -       | 3      |
| 4.    | Jurrien Kuipers  | 2001 | 2001 | -     | 1    | -       | 1      |
| 5.    | Sander Verdegaal | 2007 | 2009 | -     | -    | 3       | 3      |
| 6.    | Bas Hofman       | 2001 | 2001 | -     | -    | 1       | 1      |
| 6.    | Jarno Boutkam    | 2011 | 2011 | -     | -    | 1       | 1      |

### Frauen
| Platz | Name             | Von  | Bis  | Titel | Vize | Dritter | Gesamt |
| ----- | ---------------- | ---- | ---- | ----- | ---- | ------- | ------ |
| 1.    | Joska Le Conté   | 2007 | 2011 | 4     | -    | -       | 4      |
| 2.    | Marije Kos       | 2001 | 2001 | 1     | -    | -       | 1      |
| 3.    | Jannicke Ijdens  | 2007 | 2007 | -     | 1    | -       | 1      |
| 3.    | Marjolein Louisa | 2008 | 2008 | -     | 1    | -       | 1      |
| 3.    | Astrid Ekelmans  | 2011 | 2011 | -     | 1    | -       | 1      |
| 6.    | Chantal Hakkel   | 2011 | 2011 | -     | -    | 1       | 1      |